# Azerbaïdjan au Concours Eurovision de la chanson 2019
L'Azerbaïdjan est l'un des quarante et un pays participants du Concours Eurovision de la chanson 2019, qui se déroule à Tel-Aviv en Israël. Le pays sera représenté par le chanteur Çingiz Mustafayev — sous le nom de scène Chingiz — et sa chanson Truth, sélectionnés en interne par le diffuseur azéri İTV. Le pays termine en 8e place lors de la finale, totalisant 302 points.

## Sélection
Le diffuseur İTV a confirmé sa participation le 4 septembre 2018. Le diffuseur procède ensuite à une sélection interne. Il annonce le 7 février 2019 que quatre artistes ont été pré-sélectionnés :
- Tofiq Hacıyev
- Çingiz Mustafayev
- Ləman Dadaşova
- Samirə Əfəndi

Le diffuseur annonce finalement le 8 mars 2019 que Chingiz et sa chanson Truth représenteront le pays à l'Eurovision 2019.

## À l'Eurovision
L'Azerbaïdjan participe à la deuxième demi-finale, le 16  mai 2019. Il s'y classe 5e avec 224 points et se qualifie ainsi pour la finale, où il finit 8e avec 302 points.